# Château de Vääna
Le château de Vääna (estonien : Vääna mõis), avant 1919 château de Faehna (allemand : Herrenhaus Faehna) est un petit château situé à Vääna dans la région d'Harju, près de Tallinn en Estonie.

## Histoire
Le château est entouré d'un parc romantique de 12 hectares. C'est au XIVe siècle que le domaine de Faehna a été formé. Il appartient  à partir de 1325 à l'abbaye de Padis. Après la sécularisation des abbayes, au moment de la réforme protestante, le domaine et son manoir passent à la famille von Tiesenhausen au XVIe siècle, puis à différentes familles de l'aristocratie allemande de la Baltique, dont les Burchard et les Taube. Le manoir est détruit pendant la Grande Guerre du Nord. La famille von Stackelberg acquiert le domaine de Faehna et son village en 1774. Un de ses représentants les plus fameux est Otto Magnus von Stackelberg (1787-1837) qui était un grand amateur d'art, mécène et collectionneur. Il fait construire un pavillon à coupole du côté ouest pour rassembler ses collections.
C'est en 1797 que le château actuel a été construit en style baroque tardif, d'après les plans dessinés par un architecte italien resté anonyme. Son pavillon rond avec ses fresques en trompe-l'œil est remarquable. Il est relié par une galerie au château.
Le château et ses terres sont nationalisés en 1919 par le nouveau gouvernement estonien, et la famille Stackelberg expulsée. Le château sert aujourd'hui de jardin d'enfants, de bibliothèque et de club-internet.